# Rainaldo de Nocera
Rainaldo o Rinaldo de Nocera fue un monje benedictino, obispo de Nocera y santo católico. Nacido sobre el 1150, en la villa de Postignano, cerca de Nocera Umbra, Italia, de ascendencia alemana. Entró en el monasterio benedictino de Fonte-Avellana, y allí permaneció hasta que fue nombrado obispo de Nocera, en 1217. Permaneció en el cargo hasta su muerte en 1225.